# فرانسوا براچی
فرانسوا براچی (فرانسوی: François Bracci‎؛ زادهٔ ۳۱ اکتبر ۱۹۵۱) بازیکن سابق و مربی فوتبال اهل فرانسه است.
از باشگاه‌هایی که در آن بازی کرده‌است می‌توان به باشگاه فوتبال استراسبورگ، باشگاه فوتبال بوردو، باشگاه فوتبال المپیک مارسی، و باشگاه فوتبال المپیک مارسی، اشاره کرد.
وی همچنین در تیم ملی فوتبال فرانسه بازی کرده‌است.